# Gheorghe Gârniță
Gheorghe Gârniță (ur. 11 listopada 1950 w Măgurze) – rumuński biathlonista, srebrny medalista mistrzostw świata.

## Kariera
Największy sukces osiągnął podczas mistrzostw świata w Mińsku w 1974 roku. Zdobył tam srebrny medal w biegu indywidualnym, rozdzielając na podium Juhaniego Suutarinena z Finlandii i Norwega Tora Svendsbergeta. Do dziś pozostaje jedynym rumuńskim biathlonistą, który zdobył medal mistrzostw świata. Na tej samej imprezie zajął też czwarte miejsce w sprincie, przegrywając walkę o medal z Torstenem Wadmanem ze Szwecji o 7,4 sekundy. W 1976 roku wystąpił na igrzyskach olimpijskich w Innsbrucku, gdzie zajął 32. miejsce w biegu indywidualnym i dziesiąte w sztafecie.
Startował w zawodach Pucharu Świata, jednak nigdy nie zdobył punktów.

## Osiągnięcia

### Igrzyska olimpijskie
| Rok  | Miejscowość | Konkurencje | Konkurencje | Konkurencje | Konkurencje | Konkurencje | Konkurencje | Konkurencje |
| Rok  | Miejscowość | IN          | SP          | PU          | MS          | RL          | MR          | SR          |
| ---- | ----------- | ----------- | ----------- | ----------- | ----------- | ----------- | ----------- | ----------- |
| 1976 | Innsbruck   | 32.         | nd.         | nd.         | nd.         | 10.         | nd.         | –           |

### Mistrzostwa świata
| Rok  | Miejscowość | Konkurencje | Konkurencje | Konkurencje | Konkurencje | Konkurencje | Konkurencje | Konkurencje |
| Rok  | Miejscowość | IN          | SP          | PU          | MS          | RL          | MR          | SR          |
| ---- | ----------- | ----------- | ----------- | ----------- | ----------- | ----------- | ----------- | ----------- |
| 1974 | Mińsk       | 2.          | 4.          | nd.         | nd.         | 7.          | nd.         | –           |
| 1975 | Anterselva  | 20.         | 25.         | nd.         | nd.         | 12.         | nd.         | –           |
| 1977 | Vingrom     | 15.         | 22.         | nd.         | nd.         | –           | nd.         | –           |
| 1978 | Hochfilzen  | 45.         | 28.         | nd.         | nd.         | 14.         | nd.         | –           |
| 1979 | Ruhpolding  | 29.         | 19.         | nd.         | nd.         | –           | nd.         | –           |

### Puchar Świata

#### Miejsca w klasyfikacji generalnej
| Sezon     | Miejsce |
| --------- | ------- |
| 1977/1978 | -       |
| 1978/1979 | -       |

#### Miejsca na podium chronologicznie
Gârniță nigdy nie stanął na podium indywidualnych zawodów PŚ.